# 九ちゃん!
『九ちゃん!』（きゅうちゃん）は、1965年11月4日から1968年10月26日まで日本テレビ系列で放送されていた日本テレビ製作のバラエティ番組である。全151回。

## 概要
坂本九がメインを務めていた公開番組。収録は日本青年館、大手町サンケイホール、渋谷公会堂などの首都圏各地にある公会堂で行われていた。公会堂を使った公開番組としては日本初である。
当初は木曜21:00枠で放送されていたが、それから半年後に土曜19:30枠へ移動。同時にてんぷくトリオがレギュラーに加わった。番組冒頭で観客が「九ちゃーん!」と叫ぶと、坂本が「あっ、結構だね!」との言葉を返す演出が確立してからは番組各回のサブタイトルの文末にも「結構だね」の語が付され、このフレーズを前面に出した楽曲「結構だね音頭」（歌：坂本九）もリリースされた。
ディレクターの齋藤太朗によれば、番組終了の要因は坂本の所属するマナセプロダクションがギャラアップを要求してきたことだという。番組の制作費を上積みできるような状況ではなかったため、スタッフは番組をスタジオ収録に切り替えることでコストを削減することを決め『イチ・ニのキュー!』としてリニューアルを行った。しかし、プロダクション側はさらにギャラの上積みを求め、これにはスタッフも「もう削れるものがない」としてさじを投げたため、結局リニューアル後半年も持たずに番組は終了した。
台本は、当時としては珍しい（齋藤は「テレビ史で初めて」としている）複数の放送作家による合作方式で書かれており、5人程度の作家をホテルの部屋に缶詰にして1日で企画から執筆までを行った。ある時、当時既に売れっ子だった萩本欽一がそれを聞きつけ、多忙なスケジュールを割いて缶詰の様子を1日見学したという。

## 放送時間
いずれも日本標準時。
- 木曜21:00 - 21:30 （1965年11月4日 - 1966年4月14日）
- 土曜19:30 - 20:00 （1966年4月23日 - 1967年4月29日）
- 土曜21:00 - 21:30 （1967年5月6日 - 10月7日）
- 土曜19:30 - 20:00 （1967年10月14日 - 1968年10月26日）

## 出演者
- 坂本九
- スタジオNo.1ダンサーズ
- スタジオNo.1シンガーズ
- ザ・シャデラックス
- 小林幸子：少女歌手時代に『ちびっこトリオ』（小林、桑原友美、石崎恵美子）というユニットを組んでレギュラー出演していた[4]。
- てんぷくトリオ：番組が土曜放送になってからレギュラー出演していた。
- 小川知子

## スタッフ
- 構成：城悠輔、井上ひさし、中原弓彦（後の小林信彦）、河野洋、山崎忠昭 他
- 演出：齋藤太朗、仁科俊介
- プロデューサー：井原高忠
- 製作著作：日本テレビ

## 提供
当初はハクキンカイロ株式会社、龍角散、第一工業製薬（「モノゲン」名義）の3社提供で放送されていたが、土曜放送になってからは味の素一社提供で放送されていた。なお、味の素一社提供時代には「味の素K.K. ミュージックレストラン」という冠サブタイトルが付いていた。

## 映像について
この番組のVTRは殆どの回が現存せず、後に伊東四朗がTBSの『TVジェネレーション』にゲスト出演した際、柏木由紀子が所持していたキネコ版が同番組内で放送された。放送したのは榎本健一がゲスト出演した第82回「笑って暮らそう、結構だね!」（1967年6月17日放送）で、味の素のテロップを使ったCM、番組冒頭の「九ちゃーん!」「あっ、結構だね!」も放送された。
1967年公開の日活映画『君は恋人』には、主演俳優の浜田光夫が本番組のゲストとして登場する場面がある。ただし、この場面がテレビ放送時の映像を流用したものなのか、映画のために撮影したものなのかは不明である。

## 参考資料
- 東京新聞[どれ?]
- 読売新聞[どれ?]

| 日本テレビ 木曜21:00枠 | 日本テレビ 木曜21:00枠                                                          | 日本テレビ 木曜21:00枠                                                |
| 前番組 | 番組名                                                                          | 次番組                                                                |
| --- | ------------------------------------------------------------------------------- | --------------------------------------------------------------------- |
| 百万ドルの饗宴 （1965年5月 - 10月） ※20:00 - 21:26 【30分縮小して継続】NNNニューススポット ※21:26 - 21:30 【木曜21:56枠から移動】 | 九ちゃん! （1965年11月4日 - 1966年4月14日）                                     | スター登場 （1966年4月28日 - 1967年3月30日） 【月曜21:00枠から移動】  |
| 日本テレビ 土曜19:30枠 【本番組まで味の素一社提供枠】                                                                             |                                                                                 |                                                                       |
| 弁慶 （1965年10月2日 - 1966年3月26日） ↓ 歌のプレゼント 【つなぎ番組】                                                            | 味の素K.K. ミュージックレストラン 九ちゃん! （1966年4月23日 - 1967年4月29日）   | ラット・パトロール （1967年5月6日 - 10月7日） 【土曜21:00枠から移動】 |
| 日本テレビ 土曜21:00枠 【本番組の放送期間中のみ味の素一社提供枠】                                                                 |                                                                                 |                                                                       |
| ラット・パトロール （1966年12月3日 - 1967年4月29日） 【土曜19:30枠へ移動】                                                        | 味の素K.K. ミュージックレストラン 九ちゃん! （1967年5月6日 - 10月7日）          | 土曜日の恋人 （1967年10月14日 - 1968年4月20日）                       |
| 日本テレビ 土曜19:30枠 【本番組から味の素一社提供枠】                                                                             |                                                                                 |                                                                       |
| ラット・パトロール （1967年5月6日 - 10月7日）                                                                                     | 味の素K.K. ミュージックレストラン 九ちゃん! （1967年10月14日 - 1968年10月26日） | イチ・ニのキュー! （1968年11月2日 - 1969年3月29日）                   |